# Фаура
Фаура (валенс. Faura, ісп. Faura) — муніципалітет в Іспанії, у складі автономної спільноти Валенсія, у провінції Валенсія. Населення — 3578 осіб (2010).

## Географія
Муніципалітет розташований на відстані близько 300 км на схід від Мадрида, 30 км на північ від Валенсії.

## Демографія
Динаміка населення (INE ):

## Галерея зображень

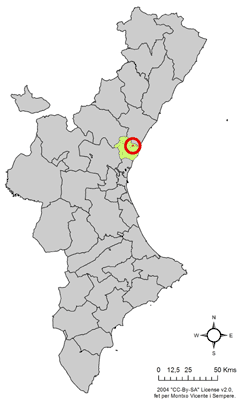
Розташування муніципалітету Фаура у автономній спільноті Валенсія
Розташування муніципалітету Фаура у комарці Кампо-де-Морведре
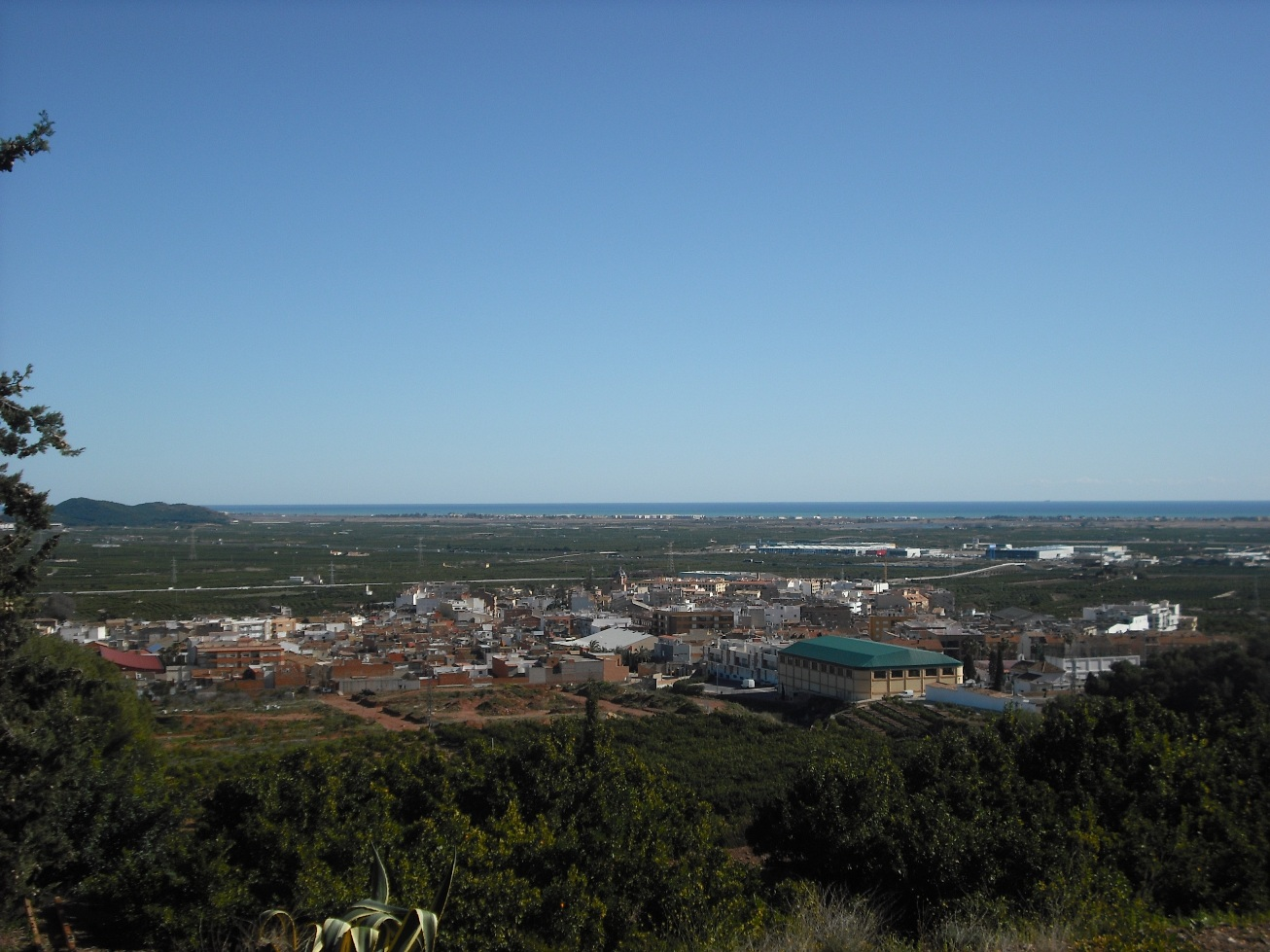
Фаура
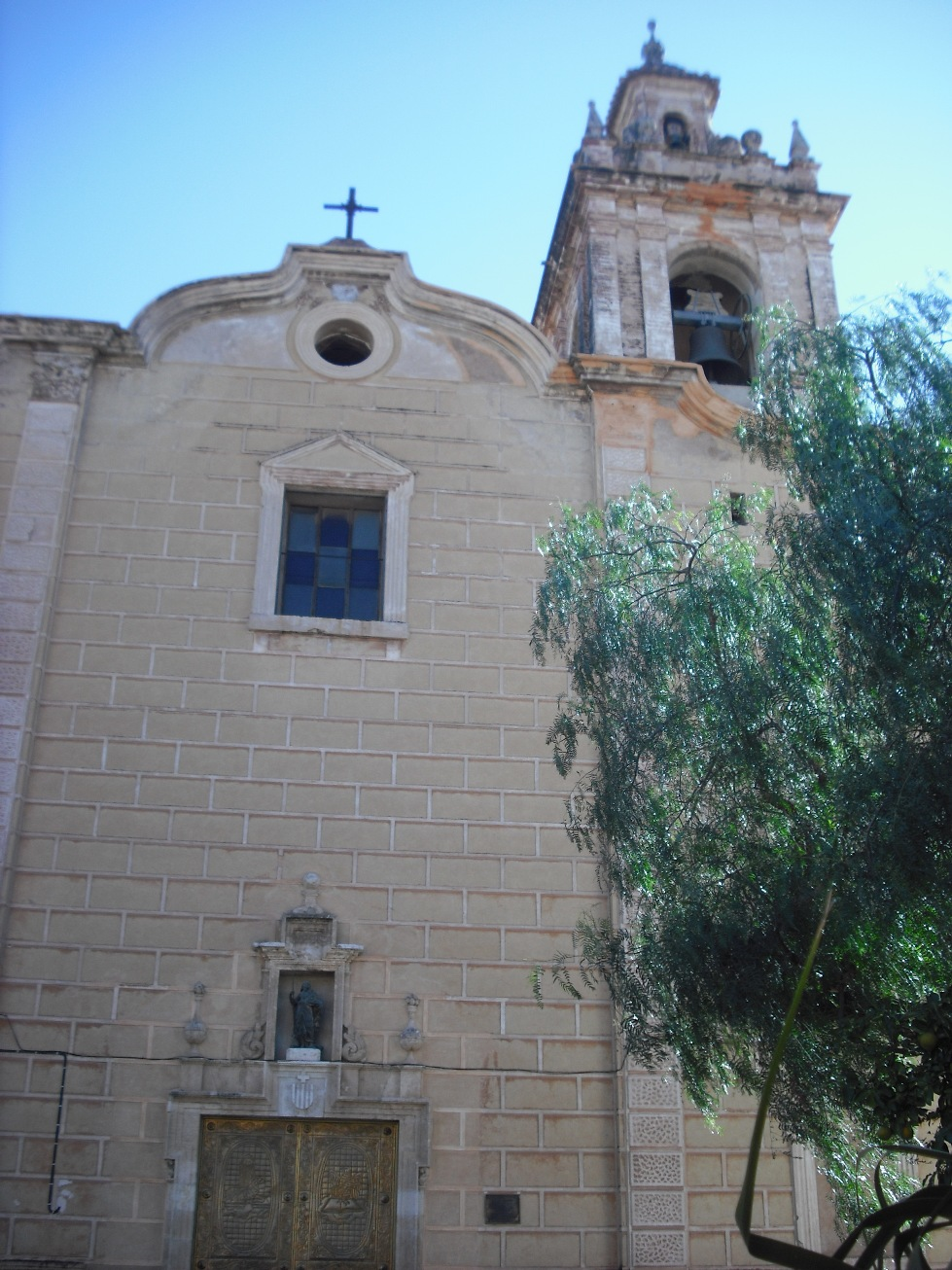
Церква Лос-Сантос-Хуанес